# Mecynostomella spinosa
Mecynostomella spinosa is een schietmot uit de familie Kokiriidae. De soort komt voor in het Australaziatisch gebied.